# Внутренний вооружённый конфликт на Филиппинах
Внутренний вооружённый конфликт на Филиппинах — конфликт между центральным правительством Филиппин и вооружёнными группами мусульманских сепаратистов, активных на острове Минданао. Большинство боёв происходят в отдалённых частях островов центральной части Минданао, особенно на островах Басилан и Холо.
Три основные группы повстанцев составляют мусульманские сепаратисты — Национально-освободительный фронт моро, Исламский освободительный фронт моро и Абу Сайяф. ИОФМ и Абу Сайяф являются отколовшимися фракциями от НОФМ.
Коммунистическое повстанческое движение возглавляет Коммунистическая партия Филиппин (КПФ) и её военное крыло — Новая народная армия.
В 1989 году только в районе моря Сулу даже без учета многочисленных банд контрабандистов, наркоторговцев и грабителей действовало около 22 тысяч мусульманских и более 4 тысяч коммунистических повстанцев. При этом береговая охрана Южных Филлипин в Замбоанге имела всего несколько катеров.

## Национально-освободительный фронт моро
Нур Мисуари основал Национально-освободительный фронт моро в 1971 году, с целью борьбы с Филиппинами за право основания независимого государства Моро. Моро — исламское население острова Минданао. После вмешательства ООН и Организации Исламского сотрудничества стороны подписали мирное соглашение в столице Ливии Триполи в 1976 году. Однако условия мирного соглашения не соблюдались. В 1986 году президент Филиппин Корасон Акино лично встречалась с Мисуари с целью провести переговоры. В 1989 году Акино подписала закон, который дал право преимущественно мусульманским районам Минданао создать свою мусульманскую автономную область в составе Филиппин.
НОФМ подписало мирный договор в 1996 году с президентом Фиделем Рамосом. Благодаря этому шагу лидер сепаратистов Мисуари был избран губернатором Автономного региона. В ноябре 2001 года он был снят с должности из-за своей неспособности положить конец насилию в регионе. Впоследствии Мисуари был заключён в тюрьму, вышел на свободу в 2008 году.
В феврале 2005 года сторонники Мисуари совершили серию нападений на филиппинских солдат в Холо. Поводом для насилия стал запуск большой военной операции филиппинцев против группировки Абу Сайяф. В августе 2007 года НОФМ совершило нападение на филиппинские войска в Холо, погибло около 60 человек. В 2008 году Мисуари был отстранен от командования, его преемником стал Муслимим Сема.
За эти годы НОФМ стало слабее, многие действующие группировки образовались из-за раскола основной организации.

## Исламский освободительный фронт моро

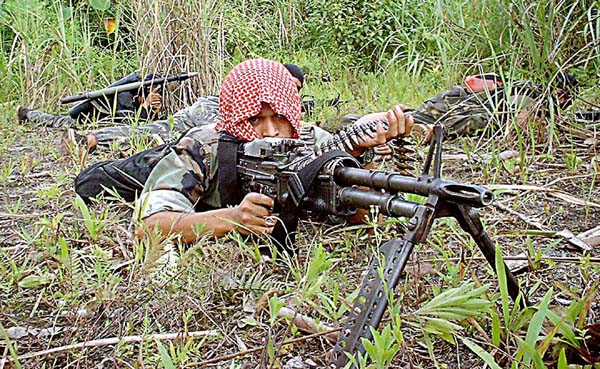
Боевик ИОФМ, 1999 год

Исламский освободительный фронт моро — крупнейшая мусульманская группировка в стане повстанцев. Она была создана в 1981 году, после того как её лидер Хашим Саламат отделился от ФНОМ в 1978 году. Главная цель ИОФМ — создание отдельного исламского государства на юге Филиппин. Группировка базируется в основном на отдалённых островах в центральной части Минданао. С 1997 года группа провела ряд мирных переговоров с правительством Филиппин, большинство из которых были при посредничестве Малайзии с 2003 года. В 2008 году правительство под руководством президента Глории Арройо заявило, что достигло мирного соглашения ИОФМ. Однако, Верховный суд Филиппин постановил, что проект соглашения был неконституционным и после провала переговоров возобновились боевые действия. Президент Бенигно Акино проводил переговоры с лидерами ИОФМ в Токио в 2011 году, после чего заявил, что правительство достигло временного мирного соглашения с ИОФМ.
Принятие соглашения будет проводиться путём плебисцита, а окончательно мирное соглашение будет подписано до 2016 года. Соглашение предусматривает формирование новой, более крупной автономной области в Минданао. Эта область получит название Бангсаморо. Некоторые ключевые моменты временного соглашения включают в себя: постепенное разоружение группировки, гарантия демократии и соблюдения прав человека, а также расширение полномочий шариатских судов для мусульманского населения.

## Абу Сайяф

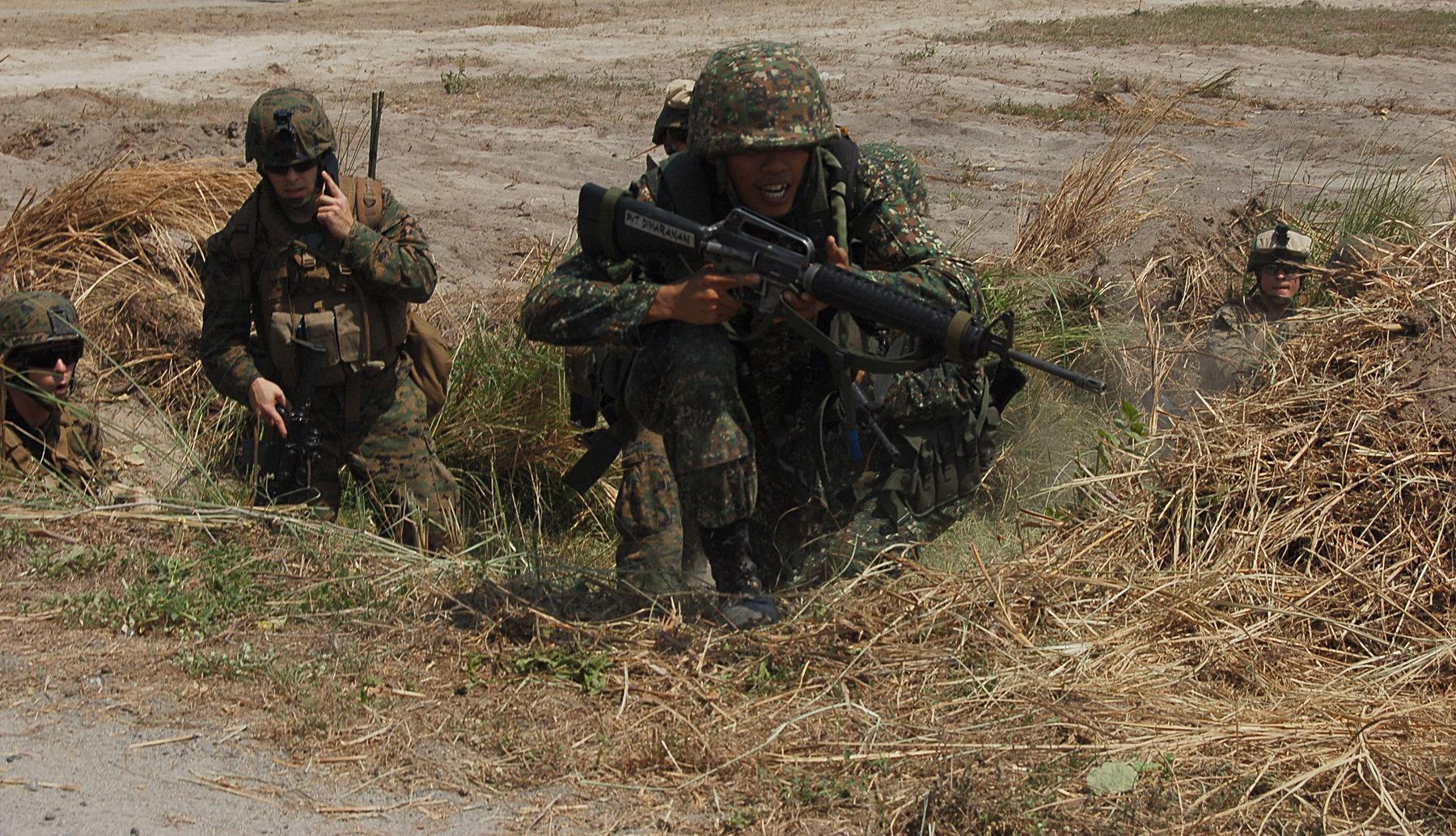
Филиппинский морской пехотинец, 2009 год

Абу Сайяф — самая маленькая и самая радикальная из исламских сепаратистских группировок на юге Филиппин. Боевики этой группировки осуществляют похищения людей с целью выкупа и организуют террористические акты для достижения своей заявленной цели создания независимого исламского государства на острове Минданао и островах Сулу. Правительство Филиппин рассматривает этих повстанцев как преступников и отказывается вести любые переговоры с ними.
Абу Сайяф («Несущий меч» по-арабски) отделился от ИОФМ в 1991 году. Их лидером стал Абдураджик Абубакар Джанджалани, который был убит в стычке с филиппинской полицией в декабре 1998 года. Затем его младший брат (Каддафи Джанджалани) возглавил группировку, который также был убит филиппинскими войсками в сентябре 2006 года. В июне 2007 года Ясир Игасан стал лидером Абу Сайяфа. И НОФМ и ИОФМ осудили деятельность Абу Сайяф, США включило группировку в список «террористических» организаций, заявив при этом, что Абу Сайяф имеет связь с Аль-Каидой.
Поддержка Абу Сайяф населением носит ограниченный характер, но аналитики говорят, что многие местные жители островов Сулу и Минданао помогают повстанцам. Американские войска помогают филиппинским военным в борьбе с Абу Сайяфом. Американцы обучают и консультируют филиппинскую армию, однако не принимают участия в непосредственно боевых действий потому, что Конституция Филиппин запрещает иностранным войскам принимать участие в боевых действиях на территории Филиппин.
В июне 2002 года филиппинский спецназ попытался спасти заложников, удерживаемых на острове Басилан. Двое из заложников (один из них гражданин США) были убиты в результате перестрелки.
Абу Сайяф также взяла на себя ответственность за серию взрывов в стране, в том числе за нападение на пассажирский паром в заливе Манилы в феврале 2004 года, в ходе которого было убито 100 человек.
С 2008 по 2011 года группировка провела серию похищений людей с целью получения выкупа. Среди жертв похищения были филиппинские журналисты в 2008 году; иностранные члены Международного комитета Красного Креста в 2009 году; а также два американца в 2011 году. Все эти жертвы были освобождены.
С момента начала крупной военной операции в августе 2006 года против Абу Сайяф власти Филиппин достигли определённых результатов, в том числе были убиты Каддафи Джанджалани и другие руководители организации. В декабре 2009 года филиппинские власти заявили, что они арестовали основателя Абу Сайяфа — Абдула Басира Латипа. Абдул Басир также был обвинен в укреплении связей между Абу Сайяфом и другими воинствующими исламистскими группировками, такими как Джемаа Исламия и Аль-Каида.
В мае 2017 года боевики «Абу Сайяф» и родственной ей исламистской группировки Мауте захватили ряд объектов в городе Марави, провинция Южный Ланао. Бои правительственных сил с ними продолжались до октября 2017 года.

## Новая народная армия
Новая народная армия была создана в 1969 году Хосе Марией Сисоном и является военным крылом Коммунистической партии Филиппин (КПФ). Борьба ННА с правительством считается одним из самых старых коммунистических мятежей в мире, главная цель повстанцев — свержение правительства Филиппин с использованием партизанского метода борьбы. Коммунистические повстанцы — одна из самых больших по численности радикальных группировок Филиппин, с количеством бойцов не менее 40 000 человек (в 1980-х). Новая народная армия внесена в список террористических организаций Государственным департаментом США. В 2011 году правительство КНР официально разорвало связи с филиппинской КПФ.
Аналитики считают, что в ННА в настоящее время не менее 10 000 членов. Они были замечены в похищениях местных жителей и иностранцев, вымогательствах и убийствах. Многие из высокопоставленных фигур ННА, в том числе основатель Хосе Мария Сисон, живут в добровольном изгнании в Нидерландах и утверждают, что руководят группировкой прямо оттуда.
В 2004 году был возобновлён мирный процесс между коммунистами и правительством, переговоры прошли в столице Норвегии Осло. Но мирные переговоры были приостановлены после того, как повстанцы обвинили правительство в пособничестве американцам. В августе 2007 года Сисону было предъявлено обвинение в Нидерландах в заказном убийстве двух его бывших коммунистических единомышленников — Ромуло Кинтанары в 2003 году и Артуро Табары в 2004 году, но обвинения были впоследствии сняты. В 2011 году вновь прошли переговоры в Осло, тем не менее мирное соглашение так и не было подписано.